# Либерман, Лев Аркадьевич
Лев Аркадьевич Либерман (1879, Лозовая-Павловка, Славяносербский уезд, Екатеринославская губерния — 8 сентября 1938, Хабаровск) — видный деятель партии эсеров, один из руководителей её «Меньшинства» (1919), экономический историк, специалист по гигиене труда, горный инженер, журналист, советский государственный деятель. Первооткрыватель двух угольных месторождений в Якутии, первый заведующий Госкино при Народном комиссариате просвещения РСФСР (1922—1923) — центрального органа советской кинематографии.

## Биография
Родился в 1879 году в посёлке Лозовая-Павловка Екатеринославской губернии. Работал штейгером горловской и щербиновской шахт на Донбассе. Был сотрудником редакции журнала «Вестник фабричного законодательства и профессиональной гигиены» (1905). Член Российской социал-демократической рабочей партии (РСДРП) в 1902—1904 годах, в 1905—1920 годах — член Партии социалистов-революционеров. Был членом Бунда.
В 1911 году как административный ссыльный был выслан на поселение в Якутскую область, в том же году осуществил свою первую геологическую разведывательную экспедицию в Вилюйский округ для обследования золотоносности реки Вилюй. Работал горным инженером в фирме «Наследники А. И. Громовой», по заданию которой в 1913 году провёл разведку потенциальных угольных месторождений. Снаряжённая фирмой экспедиция инженера Л. А. Либермана в составе восьми человек прибыла в Якутск 1 октября 1913 года на пароходе «Лена» с целью разведки залежей каменного угля для нужд пароходства и произвела исследования по рекам Алдан и Лена от устья Вилюя до Булуна. Л. А. Либерман опубликовал первые сведения о месторождениях угля у подножья сопки Баатылы на правом берегу Лены в газете «Русские ведомости» в 1913 году. Л. А. Либерманом были обнаружены на этом месторождении два пласта угля, названные им «Семичетвертной» и «Аршинный»; пласты были прослежены на протяжении выхода по береговому обнажению реки Лены. В 1914 году возглавил вторую изыскательскую экспедицию в низовья реки Лены, в результате которой им было обнаружено крупное месторождение угля в районе Сангар при обследовании береговой части реки Лены — возвышенности Сангар-Хая, а также в районе Жиганска и Булуна. Подробные сведения о Сангарском каменноугольном месторождении были им напечатаны в 1915 году в статье «Промышленные перспективы Якутской области» (журнал «Южный инженер», Екатеринослав). Предложил также разработку серебряной руды по реке Мархе и возле Мачи (приток Лены) и станции Тит-Ары на Лене (ныне Булунский улус); описал распространение ряда минералов в бассейнах этих рек (кварц, лимонит, пирит, марказит, сидерит, яшма, кремень, сердолик, полуопал).
В 1917—1920 годах — секретарь городского комитета партии эсеров в Екатеринославе. В июне 1919 года на 9-м Совете партии эсеров в Москве «группа Смирнова—Либермана» вместе с Уфимской делегацией выступила против политики третьего пути, провозглашённой ЦК партии эсеров, и призвала к объединению всех демократических сил, в том числе большевиков, в борьбе против реакции. Они образовали группу «Народ», руководящая «восьмёрка» которой — К. С. Буревой, В. К. Вольский, И. С. Дашевский, Н. И. Ракитников, Н. В. Святицкий, Л. А. Либерман, И. Н. Смирнов и Б. Н. Черненков — приняла «Обращение к партии», в котором сформулировала принципиальную позицию группы (идейная борьба с большевиками, организация демократии, перевыборы Советов на основе свободы агитации всех социалистических партий и отказа от партийной
диктатуры). Это обращение было напечатано в первом номере московской газеты «Народ» (которая и дала название этой группе). Группа «Народ» отказалась выполнить решение ЦК Партии социалистов-революционеров о её роспуске и 30 октября 1919 года объявила о выходе из состава партии эсеров, приняла название Меньшинство партии социалистов-революционеров (МПСР) и сформировала Центральное организационное бюро МПСР, в которое вошли К. С. Буревой, В. К. Вольский, И. С. Дашевский, Л. А. Либерман и Н. П. Смирнов. МПСР выступало против навязывания коллективизации сельского хозяйства, за уравнение прав крестьянства и пролетариата, за передачу значительной части предприятий в частную собственность. Летом 1920 года конференция МПСР приняла временный организационный устав, но после подавления Кронштадтского восстания начались репрессии против эсеров, Либерман вместе с рядом деятелей МПСР вышел из состава бюро и вступил в РКП(б).
Автор трудов по экономической истории и гигиене труда угледобывающей промышленности Донецкого региона. Печататься начал в дореволюционные годы. В 1905 году была опубликована его работа «Условия труда горнорабочих в Донецком бассейне». В 1918 году опубликовал книгу «В угольном царстве. Очерки условий труда, быта и развития промышленности в Донецком бассейне», трижды переиздававшуюся с предисловием академика А. Н. Баха (1919, 1924). Другие монографии на эту же тему — «В стране чёрного золота. Очерк развития заработной платы и революционного движения горнорабочих Донбасса» и «Труд и быт горняков Донбасса прежде и теперь» — вышли соответственно в 1926 и 1929 годах.
В 1920 году был заведующим редакционно-издательскими отделами в профсоюзе железнодорожников и Главном управлении профессионального образования. В 1921 году работал заместителем начальника управделами Госиздата Наркомпроса РСФСР и заведующим Центропечатью. 19 января 1922 года был назначен заведующим Всероссийским фотокиноотделом (ВФКО) Народного комиссариата просвещения РСФСР. Декретом Совета народных комиссаров РСФСР от 19 декабря 1922 года Всероссийский фотокиноотдел был преобразован в Центральное государственное фотокинопредприятие Госкино, действующее на началах хозяйственного расчёта. Либерман стал первым заведующим этим центральным кинематографическим органом и возглавлял его до 30 мая 1923 года.
В мае — июне 1922 году ВФКО под руководством Льва Либермана сыграл организационную роль в создании первого периодического киноиздания — государственного киножурнала «Кино-Правда» (1922—1924), идея которого принадлежала его редактору Дзиге Вертову; первый номер киножурнала вышел 5 июня этого года. «Кино-правда» дебютировала на экране 1-го Государственного показательного кинотеатра; журнал выходил четыре раза в год и оказал большое влияние на развитие жанра кинохроники. В 1922 году в целях привлечения частного капитала в зарождавшуюся советскую киноиндустрию Либерман подписал договор об исключительных правах на прокат отечественной кинопродукции за границей с немецким коммунистом Вилли Мюнценбергом, но этот договор так и не был осуществлён. Аналогичные переговоры Либерман вёл и с итальянской компанией «А. Скотти», а также с кинокомпаниями Швеции, США и других стран. В начале 1923 года Л. А. Либерман посетил Берлин, где заключил совместный контракт Госкино с Всеукраинским фотокиноуправлением (ВУФКУ) и Государственной кинопромышленностью Грузии на закупку германских кинофильмов и акций кинокомпаний Германии, а также предложил создание совместной советско-германской кинокомпании на основе дотаций германской компании «Руссо-фильм» (план Либермана по созданию совместной немецко-советской кинокомпании был утверждён Наркомпросом и она была официально организована 1 августа 1924 года на средства МОПР).
Его работу высоко оценил нарком просвещения Луначарский в статье «О кино вообще и Госкино в частности», опубликованной в «Известиях» 22 июля 1923 года:

Госкино при тов. Либермане пришлось вести борьбу с целой тучей киноспециалистов, киноавантюристов, и кинопрохвостов, имея в своих руках развалившийся аппарат. Именно в это время Госкино удалось уплатить свои долги, закупить огромное количество всякого киноматериала за границей и вообще привести его в гораздо более упорядоченное, чем прежде, состояние, проведя рядом с этим основной декрет, дающий Госкино, значительный, так сказать, правовой капитал. Именно в результате деятельности тов. Либермана имеем мы всё-таки баланс, свидетельствующий, что у Госкино имеется имущества на 3½ милл. руб. золотом, почти ровно никаких долгов и крепкая правовая почва под ногами.
Затем Либерман работал на административных должностях в Народном комиссариате просвещения РСФСР (1923—1924), член правления и проректор Высших государственных художественно-технических мастерских (1924—1926). Был действительным членом Государственной академии искусствознания (1931—1936). Жил на Покровке, дом 19, кв. 10 (1926).
В 1926—1937 годах — инструктор отдела печати ЦК ВКП(б), корреспондент редакции газеты «Правда» в Донбассе, начальник сектора культпросветработы политотдела Дальневосточной железной дороги в Хабаровске.
Арестован 17 августа 1937 года. Приговорён к расстрелу 8 сентября 1938 года и в тот же день расстрелян.
Реабилитирован 23 ноября 1957 года по определению Военной коллегии Верховного суда СССР за отсутствием состава преступления.

### Монографии
- Условия труда горнорабочих в Донецком бассейне. Вестник фабричного законодательства и профессиональной гигиены. СПб, 1905. № 1. С. 1—24.
- В угольном царстве. Очерк условий труда и развития промышленности в Донецком бассейне. Пг.: Сотрудничество, 1918. — 132 с.; 2-е издание — М.: Звенья, 1919. — 144 с.; 3-е издание — М.: Красная новь, 1924. — 165 с.
- В стране чёрного золота. Очерк развития заработной платы и революционного движения горнорабочих Донбасса. М.—Л.: Государственное издательство, 1926. — 193 с.
- Труд и быт горняков Донбасса прежде и теперь. М.: Вопросы труда, 1929. — 136 с.
- Об организации бедноты и батрачества. М.—Л.: Государственное издательство, 1930. — 48 с.

### Публикации
- Промышленные перспективы Якутской области // Южный инженер (Екатеринослав), № 6—12, 1914; № 3—4, 1915.
- Шахтовладельцы и шахтёры // Русские записки (Петроград), № 12, 1916.
- По Вилюйскому округу Якутской области // Известия общества штейгеров (Дебальцево), № 1 и 3, 1916.
- Кино-дело и кино-писатель // Кино-фот, № 1, 1922, С. 4—5.
- Р.С.Ф.С.Р. Кино // Кино-фот, № 2, 1922, С. 6—7.
- Кино-мытарства // Рабочая Москва. 1922. 23 ноября.
- Б. Шенфельд. Кинодело и его будущее в России (Беседа с руководителем Госкино Л. А. Либерманом) // Кинообозрение. 1923. № 4 (23 февраля)
- Организация фото-кино дела в РСФСР // Народное просвещение. — 1929. — № 10. — С. 6—7.